# Гордеевка (Нижегородская область)
Горде́евка — деревня в Ковернинском муниципальном округе Нижегородской области России.

## География
Деревня находится на северо-западе Нижегородской области, в зоне хвойно-широколиственных лесов, на расстоянии приблизительно 35 км (по прямой) к северо-востоку от Ковернино, административного центра округа. Абсолютная высота — 140 м над уровнем моря.

### Климат
Климат характеризуется как умеренно континентальный, с относительно тёплым коротким летом и холодной продолжительной зимой. Среднегодовая температура — 2,7 °C. Средняя температура воздуха самого тёплого месяца (июля) — 17,9 °C (абсолютный максимум — 37 °C); самого холодного (января) — −12,3 °C (абсолютный минимум — −46 °C). Среднегодовое количество атмосферных осадков составляет 566 мм, из которых большая часть выпадает в тёплый период.

### Часовой пояс
Деревня Гордеевка, как и вся Нижегородская область, находится в часовой зоне МСК (московское время). Смещение применяемого времени относительно UTC составляет +3:00.

## Население
| 2002 | 2010 |
| ---- | ---- |
| 1    | ↘0   |

### Национальный состав
Согласно результатам переписи 2002 года, в деревне проживал один житель русской национальности.